# Wayne's World 2
Wayne's World 2 (traducida como El mundo de Wayne 2 o El mundo según Wayne 2) es la secuela de la película cómica Wayne's World. Fue estrenada en 1993, distribuida por la Paramount Pictures.

## Argumento
Wayne y Garth ahora hacen su aclamado programa de televisión de los viernes por la noche en una fábrica de muñecas abandonada en Aurora. Al final de la transmisión, Wayne, Garth y sus amigos se dirigen al Mirthmobile y van a un concierto de Aerosmith. Después de la actuación de la banda, Wayne y Garth se dirigen al backstage (gracias a los pases entre bastidores) y elogian a Aerosmith como lo hicieron con Alice Cooper en la película anterior.
Esa noche, Wayne tiene un sueño en el que conoce a Jim Morrison y un "indio raro desnudo", en el que Morrison le dice a Wayne que su destino es organizar y dar un gran concierto. Wayne luego pregunta cuándo llegará el teléfono de fútbol de Garth, Morrison dijo que fue enviado a la casa equivocada y que llegará en la mañana junto con una revista de trajes de baño y un video de la Copa Stanley. A la mañana siguiente, Garth aparece con el teléfono, la revista y el video, lo que convence a Wayne de montar el programa. Wayne y Garth doblan el concierto como "Waynestock" y se ponen manos a la obra, primero, a pedido de Morrison, para contratar a su antiguo roadie, Del Preston, quien, sorprendentemente, tenía el mismo sueño que Wayne. Preston sugiere que Waynestock tenga lugar en el parque, por lo que Wayne y Garth conducen hasta allí bajo la lluvia y son atacados por un dinosaurio después de notar que un vaso de agua vibra. Luego descubren que sus primeros intentos de firmar bandas y vender boletos fracasan, y Wayne se pregunta si todo fue una buena idea.
Mientras tanto, la novia de Wayne, Cassandra, tiene un nuevo productor, Bobby Cahn, que poco a poco intenta alejarla de Wayne (bloqueando sus llamadas en el proceso). Después de que Wayne admite que la estaba espiando, Cassandra rompe la relación y rápidamente se compromete con Bobby de rebote. Garth conoce a una hermosa chica, Honey Hornée, en la lavandería, y ella rápidamente lo atrapa con sus encantos. Finalmente, se revela que Honey está manipulando a Garth para que mate a su exmarido, y Garth abandona rápidamente la relación.
De vuelta en Aurora, las entradas para Waynestock finalmente se están vendiendo, pero no ha aparecido ninguna banda. Luchando por qué hacer, Wayne abandona los terrenos del festival para poder encontrar a Cassandra, dejando a Garth para mantener a raya a la multitud ruidosa. En una parodia de The Graduate, Wayne viaja a una iglesia y rompe la boda de Cassandra antes de escapar de la ceremonia con ella. Mientras tanto, Garth tiene miedo escénico durante el concierto. Al regresar a Waynestock, las bandas aún no se han presentado. Como en la primera película, ocurren tres finales.
Wayne y Garth consultan a Morrison, quien dijo que nadie vendrá y les dice que lo único que importa es que lo intentaron. Se dan la vuelta para volver a Waynestock y se pierden, sin saber cómo escapar de la secuencia del sueño del desierto, y por lo tanto, presumiblemente, mueren de sed (el final triste). Conducen su automóvil para encontrar las bandas, pero un helicóptero los acorrala, por lo que conducen su automóvil por un acantilado (el final de Thelma y Louise).
Llegan las bandas prometidas y todo el evento es un gran éxito (el final feliz).
Durante la mitad de los créditos finales, después de que termina el concierto y todos se han ido, el extraño indio desnudo se pone de pie llorando porque todo el parque está destrozado (en una parodia de la campaña Keep America Beautiful "Crying Indian" de 1971). Wayne y Garth le dicen que no llore, que planeaban recoger toda la basura. Wayne y Garth limpian la basura mientras el raro indio desnudo observa.

## Reparto
| Personaje       | Actor              | Doblaje España       | Doblaje México         |
| --------------- | ------------------ | -------------------- | ---------------------- |
| Wayne Campbell  | Mike Myers         | Sergio Zamora        | Genaro Vásquez         |
| Garth Algar     | Dana Carvey        | Luis Fenton          | Adrián Fogarty         |
| Bobby Cahn      | Christopher Walken | Antonio García Moral | Carlos Becerril        |
| Cassandra Wong  | Tia Carrere        | Nuria Mediavilla     | Marina Huerta          |
| Milton          | Chris Farley       |                      | Carlos del Campo       |
| Del Preston     | Ralph Brown        | Paco Gázquez         | Ricardo Hill           |
| Honey Horneé    | Kim Basinger       | María Luisa Solá     | Rebeca Manríquez       |
| Jim Morrison    | Michael A. Nickles | José Posada          | José Carlos Moreno (†) |
| Guapo Dan       | Harry Shearer      | Alfonso Vallés       | Humberto Vélez         |
| Jeff Wong       | James Hong         |                      | Martín Soto            |
| Frank Sharp     | Frank DiLeo        |                      | Salvador Delgado       |
| Jerry Segel     | Kevin Pollak       | Antonio Lara         | Ismael Castro          |
| Bjergen Kjergen | Drew Barrymore     | Aurora Ferrándiz     | María Fernanda Morales |
| Jim             | Bobby Slyton       |                      | Jorge Roig Jr.         |
| Rip Taylor      | Él mismo           | Pepe Mediavilla      | Armando Réndiz         |

## Recepción
Wayne's World 2 recibió reseñas mixtas a positivas. En Rotten Tomatoes, la película tiene una aprobación de 60%, con base en 45 reseñas, con una calificación promedio de 5.81/10. El consenso del sitio web dice, "Los personajes todavía son entrañables, pero los chistes en Wayne's World 2 son más al azar esta segunda vez."
El crítico de cine Roger Ebert del Chicago Sun-Times le dio a la película tres fuera de cuatro estrellas, escribió que Wayne y Garth son "imposibles de detestar".